# 흑색화약

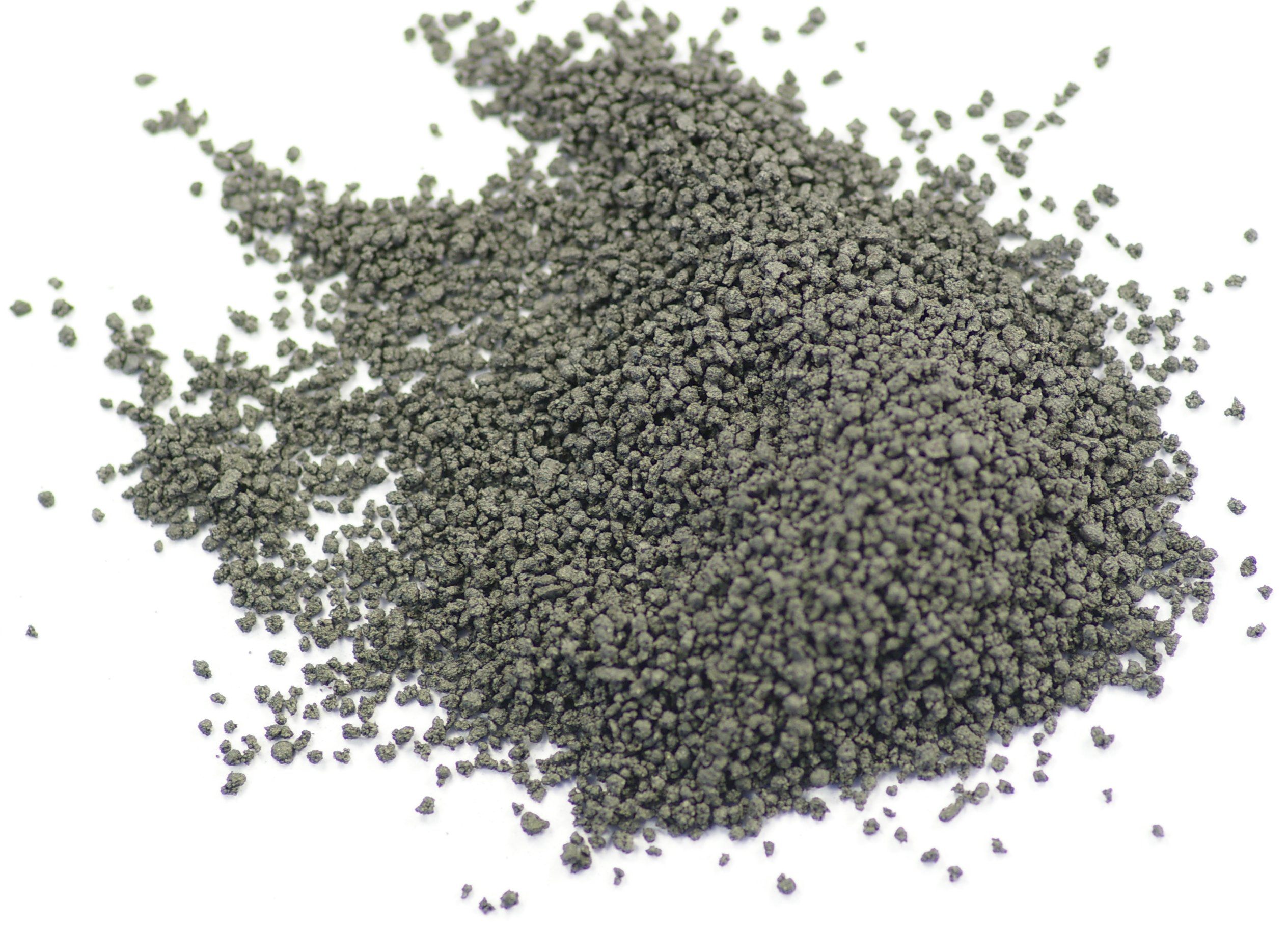

흑색화약(黑色火藥, 영어: black powder) 은 황과 숯 그리고 초석(硝石)이라 불리는 질산칼륨의 혼합물이다. 연소될 때 많은 양의 황과 질산의 기체가 발생하며 급격히 팽창하여 화기의 탄두를 발사하는 추진제로 사용된다. 물리적 작용의 거의 모든 폭발에도 사용된다. 중국에서 개발되었다. 9세기부터 중국인들은 초석, 유황, 숯가루 등을 가지고 화약을 만들었다. 마찬가지로 최초의 화기(火器) 역시 중국인들이 11세기에 만들었지만, 다만 연대가 명확한 최초의 중국 화기는 1356년에 나타났다.

## 개요
기존의 화약을 "흑색 화약"이라 부르게 된 것은 19세기에 무연 화약이 발명되고 난 뒤의 일이다.(무연 화약은 어두운 붉은 색이다.)
화약의 성분과 기능은 다음과 같다.
- 질산칼륨(KNO3)의 질산(NO3)은 반응시 산소를 공급한다.
- 숯은 연소 반응이 일어날 수 있도록 탄소를 공급한다.
- 황은 낮은 온도에서도 발화하며 폭발을 증가시킨다.

이 구성물들 중에서 질산칼륨이 가장 중요한 위치를 차지하는데 질산기에 의한 지속적인 산소의 공급이 다른 구성물들의 연소와 폭발을 촉진하기 때문이다. 현대의 흑색 화약은 정전기로 인한 폭발을 방지하기 위해 알갱이에 흑연을 도포한다. 현재 사용되고 있는 흑색 화약은 1780년대에 불꽃제조사들이 발명한 것으로 질산칼륨 75%, 숯 15%, 황 10%의 조성비로 이루어져 있다. 이 구성물들의 조성비는 시대와 지역에 따라 다양하게 변하여 왔다.

## 코닝
반도체가 신속하고 효율적으로 산화되고 점화되기 위해서는 가연성 성분이 최대한 작은 입자 크기로 축소되어야하며 가능한 한 철저히 혼합되어야한다. 그러나 일단 섞은 후에는 더 나은 결과를 얻기 위해 최종 제품이 불이 빠르게 퍼지는 톱밥과 같은 형태를 하고 있어야한다.

## 제조 기술
가장 강력한 흑색 분말의 경우, 목탄이 사용된다. 그리고 이 목탄을 만들기 위한 가장 좋은 목재는 태평양의 버드 나무이다. 그러나 Alder나 Buckthorn과 같은 다른 것들도 사용될 수 있다. 15세기와 19세기 사이에 영국에서는 Alder Buckthorn의 숯은 화약 재조에 많이 쓰였다. 또한 미루나무는 미국 남부 동맹국에 의해 사용되었다.
14 세기 후반, 유럽의 파우더 제조업체들은 혼합을 개선하고 먼지를 줄이기 위해 분쇄하는 동안 액체를 첨가하기 시작했다. 분말 제조사는 밀 케이크로 알려진 약화 된 화약의 반죽을 옥수수 또는 곡물로 성형하여 건조시킨다. 포수 가루는 표면적이 작아서 더 잘 유지되었을뿐만 아니라 포수가 총으로 더 강력하고 쉽게 들어간 것으로 나타났다. 얼마후 파우더 제조사들은 손으로 분말을 코닝하지 않고 분쇄기를 통과시켜 공정을 표준화했다.
이후 기술 개선은 고밀도 조성물의 표면적을 감소시키는 것에 기초하게 된다. 19세기 초, 제조사들은 정적 압박에 의한 밀도를 더욱 높였다. 그들은 습기가 많은 밀 케이크를 2 피트 크기의 상자에 넣고 이것을 스크류 프레스 밑에 놓고 1/2로 줄였다. 압축된 케이크는 슬레이트의 경도를 가졌다. 그들은 망치 나 롤러로 말린 슬래브를 부러 뜨렸으며, 체와 함께 과립을 다른 등급으로 분류했다. 미국에서는 Lavoisier에서 무역을 배웠던 Eleuthere Irenee du Pont이 말린 곡물을 회전하는 배럴에서 굴려서 운송 및 취급 중에 가장자리를 둥글게하고 내구성을 높였다. (날카로운 곡물이 운송과정에서 깎여나가 연소 특성을 변화시키는 미세한 "분진"을 생성한다.)
또 다른 발전은 가열된 철 증류기에서 나무를 토양 구덩이에 태우는 대신에 증류하여 숯을 제조하는 것이었다. 온도 조절은 완성된 화약의 힘과 일관성에 영향을주었다. 1863년에 인도 질산염의 높은 가격때문에 DuPont의 화학자들은 칠레의 탄산나트륨을 질산 칼륨으로 전환하기 위해 칼륨 또는 탄산 칼륨을 사용하는 공정을 개발했다.
다음 해 (1864년) 영국 칸 브리아 (Cumbria)에 소재한 Gatebeck Low Gunpowder Works는 본질적으로 동일한 화학 공정으로 질산 칼륨을 생산하는 공장을 설립했다. 이것은 현재 회사 소유주의 '웨이크 필드 프로세스 (Wakefield Process)'라고 불린다.
18 세기에 화약 공장은 점점 기계적 에너지에 의존하게 되었다. 기계화에도 불구하고, 특히 습도 조절과 관련된 생산상의 어려움은 19세기 후반에도 여전히 존재했다. 화약은 사람의 매우 긴장되고 민감한 정신으로 1885년에 제작 된 종이로, 기후 변화에 따라 거의 모든 제조 과정에서 사람의 기술에 따라 변화한다. 원하는 밀도로 누르는 시간은 대기 습도에 따라 3 배 정도 변할 수 있다.

## 화학 반응
화약폭발은 다음과 같은 화학반응식으로 간단히 표현할 수 있다.
2 KNO3 + S + 3 C → K2S + N2 + 3 CO2.
보다 정확한 화학반응식은 다음과 같다.(그러나 이 반응식도 여전히 간단히 표현한 것이다.)
10 KNO3 + 3 S + 8 C → 2 K2CO3 + 3 K2SO4 + 6 CO2 + 5 N2.

## 기타 용도
Jack Tars (영국 선원)는 잉크를 사용할 수 없을 때 피부를 찌르고 상처에 화약을 문지름으로써 문신을 하기도 하였다.
Christiaan Huygens는 1673년에 내연 기관을 만들기위한 초기 시도로 화약을 사용하여 실험했지만 성공하지 못했다. 그의 실험과 비슷한 현대의 시도는 비슷하게 실패했다.
불꽃 놀이는 화약을 대부분 추진체로 사용하지만 작은 포탄에서 성능을 향상시키거나 더 큰 소리를 내기 위해 강력한 화약을 넣기도 한다. 하지만 대부분의 현대 폭죽에는 더 이상 화약이 들어 있지 않다.
1930년대부터는 화약이나 무연 분말이 리벳 건, 동물기절용 총, 케이블 절단기 및 기타 산업 건축 도구에 사용되었다. "스터드 건"은 못이나 나사를 단단한 콘크리트로 박아 넣을 수 있었다. 유압 공구로는 불가능했기 때문에 화약이 이용된 것이다.
1853년 런던 근처에서 Shrapnel 선장은 금광석을 대포로 발사하는 방법을 고안했다. 그는 그것이 캘리포니아와 호주의 금광 지대에서 유용 할 것이라고 기대했다. 하지만 더 안정적인 분쇄를 달성한 분쇄기가 이미 사용되고 있었기 때문에 발명품이 나오지는 않았다.

## 같이 보기
- 탄도학
- 화약 음모 사건